# Youcef Kessous
Youcef Kessous, né le 11 mai 1894 à Taher et mort le 1er juin 1952 à Paris, est un homme politique français.

## Mandats
- Député de Constantine (1951-1952)[1].